# (9528) 1981 EH24
(9528) 1981 EH24 — астероїд головного поясу, відкритий 7 березня 1981 року.
Тіссеранів параметр щодо Юпітера — 3.291.